# Vinylester
Vinylester är en härdplast som används istället för polyester i konstruktioner där hög kemikalieresistens och/eller högre hållfasthet krävs.